# 페덱스 익스프레스 647편 착륙 사고
페덱스 익스프레스 647편 착륙 사고는 2003년 12월 18일 미국 오클랜드 국제공항을 출발하여 멤피스 국제공항에 착륙 중이던 페덱스 익스프레스 647편이 착륙도중 부품이 파손되어 동체 착륙한 사고이다.

## 개요
사고 비행기는 현지 시간 12시 26분에 멤피스 공항의 활주로 36R에 착륙 도중 오른쪽 랜딩기어가 파손되어 활주로 오른쪽으로 치우치면서 동체 착륙했고 이내 불이 붙었다. 부기장은 탈출하는 도중 작은 상처를 입었고, 페덱스 소속의 조종사 5명 중 한명도 죽지 않고 2명의 부상자만이 생겼다. 조사결과 승객으로 탑승했던 5명 중 비상출구를 다루었던 조종사가 적절한 교육을 받지않아 실수로 핸들을 잡아당겨 슬라이드가 비행기와 분리된 것이 밝혀졌다.

## 같이 보기
- 페덱스 익스프레스
- 페덱스 익스프레스 80편 불시착 사고